# Ducati
Ducati Motor Holding S.p.A. es una empresa italiana fabricante de motocicletas, fundada en 1926 en Bolonia por el ingeniero Antonio Cavalieri Ducati, Carlo Crespi y tres de sus hijos, pero no fue hasta 1952 cuando diseñaron su primera motocicleta. Actualmente se considera una de las marcas más importantes en el sector del motociclismo comercial y deportivo. Audi compró Ducati en abril de 2012.

## Historia
En 1926 fue fundada como una sociedad fabricante de aparatos de radio y radiotécnica en general. En 1935 se traslada la producción a Borgo Panigale (cerca de la anterior fábrica de Bolonia) donde se construye una nueva y moderna factoría y con ésta, Ducati comenzará a expandirse en el mercado internacional. Durante la Segunda Guerra Mundial la planta de Borgo Panigale fue bombardeada y destruida; se pudo salvar la maquinaria y se reconstruyó la fábrica. En 1946, aprovechando que Siata (Società Italiana Applicazione Tecniche Auto-Aviatorie) había desarrollado un pequeño motor auxiliar de cuatro tiempos, perfecto para acoplar a las bicicletas y conocido como "Cucciolo" (cachorro de perro), de 48 cc (39 x 40 mm) que rendía 1 CV a 4500 rpm y tenía un bajo consumo, Ducati llega a un acuerdo con Siata para compartir la producción. Con él Ducati adquiere experiencia en el sector mecánico.

### El desarrollo de motores y motocicletas
En 1952 Ducati diseña su primer scooter, el "Cruiser", dotado de arranque eléctrico, cambio automático, y un motor de 173 cc, consiguiendo grandes ventas y afianzando aún más a la compañía en el sector. En 1953 Ducati diseña su primera motocicleta, el modelo 98 (de 98 cc), que se presenta en el Salón de Milán en una versión todavía poco desarrollada denominada "Cavallino", pero que más tarde venderían con motores de 125 cc. En 1954 Ducati cambia su nombre por el definitivo de Ducati Meccanica Spa, y su nuevo director pasó a ser Giusepppe Montano. Este mismo año aparecen las dos versiones definitivas del modelo 98, una sport y otra turismo, ambas con el motor de 98 cc, cuatro tiempos refrigerado por aire (y radiador refrigerador de aceite el modelo sport) y distribución por varillas. Posteriormente, Ducati contrató al ingeniero que diseñó su revolucionario motor monocilíndrico monoárbol 4 tiempos, el doctor Fablio Taglioni, que provenía de F.B. Mondial. También diseñó el bicilíndrico en V que llevaban la 750 SS y la Pantah, en el que está basado el motor actual de las Ducati, e introdujo la distribución del motor desmodrómico, además de otros proyectos para la competición, que dieron a Ducati un palmarés muy importante y una reputación de motocicleta bella, de calidad.0900
Asimismo en los años 50 se autoriza la licencia de fabricación a Mototrans en España (Barcelona) para fabricar algunos de sus modelos con alguna variación. Por ejemplo el "24 horas" de 250 cc era exclusivo de esta empresa. Se montaron los modelos de 50 cc (denominados "48" cc) de 2 tiempos y los monocilíndricos desde 125 cc hasta 350 cc, en fases sucesivas a través de los años.

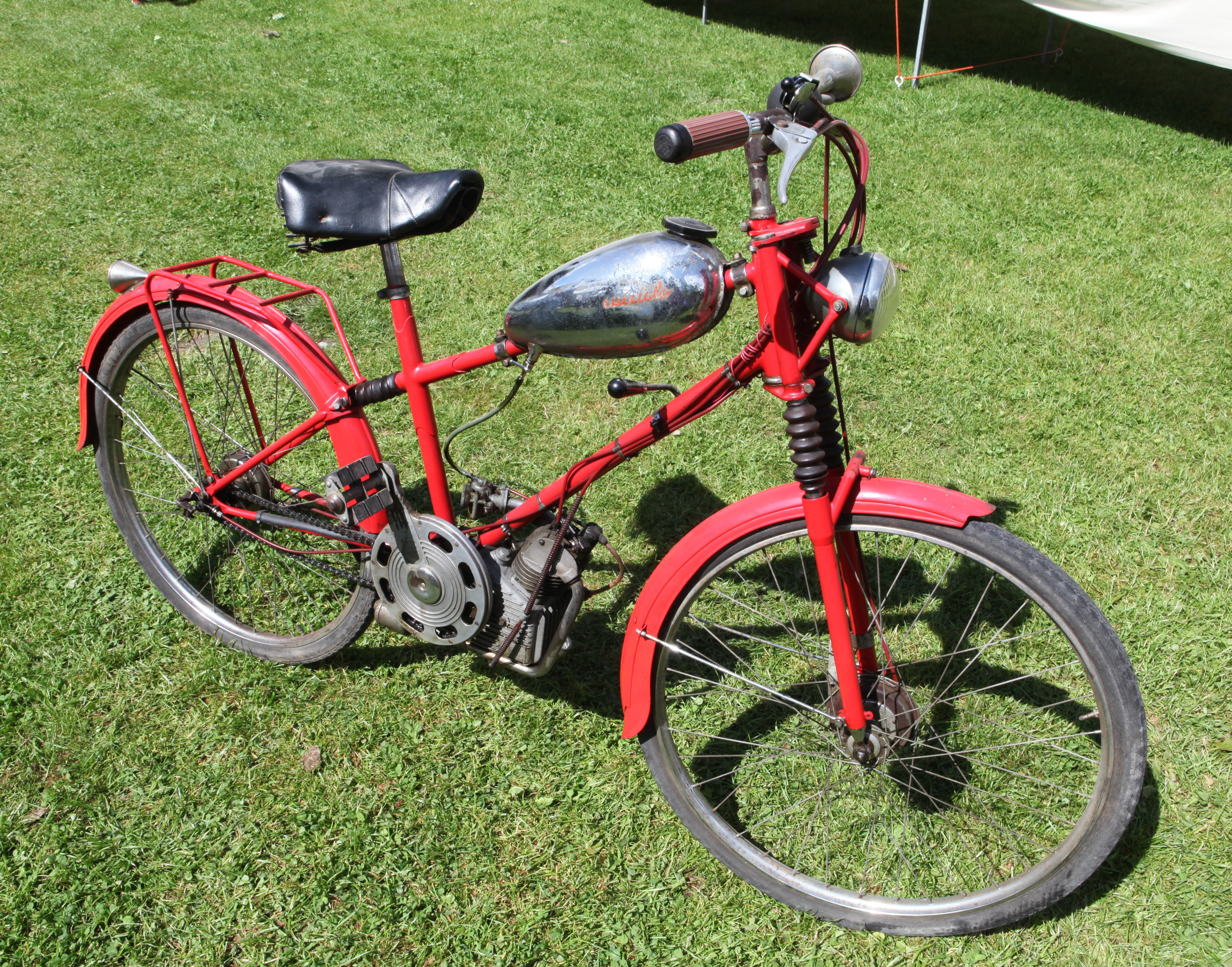
"Cucciolo"
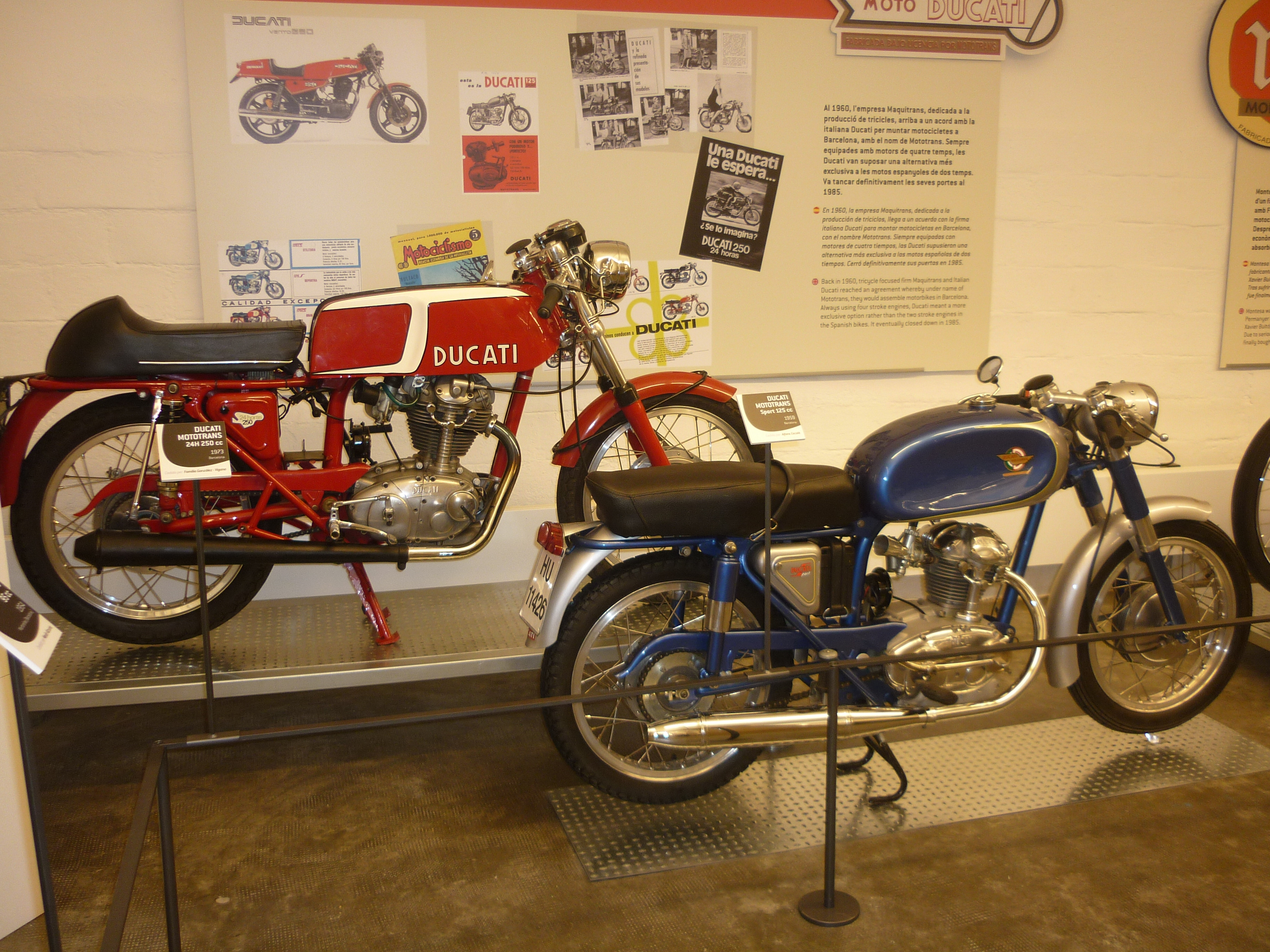
125"Sport" y 250 "24 Horas"(Mototrans)
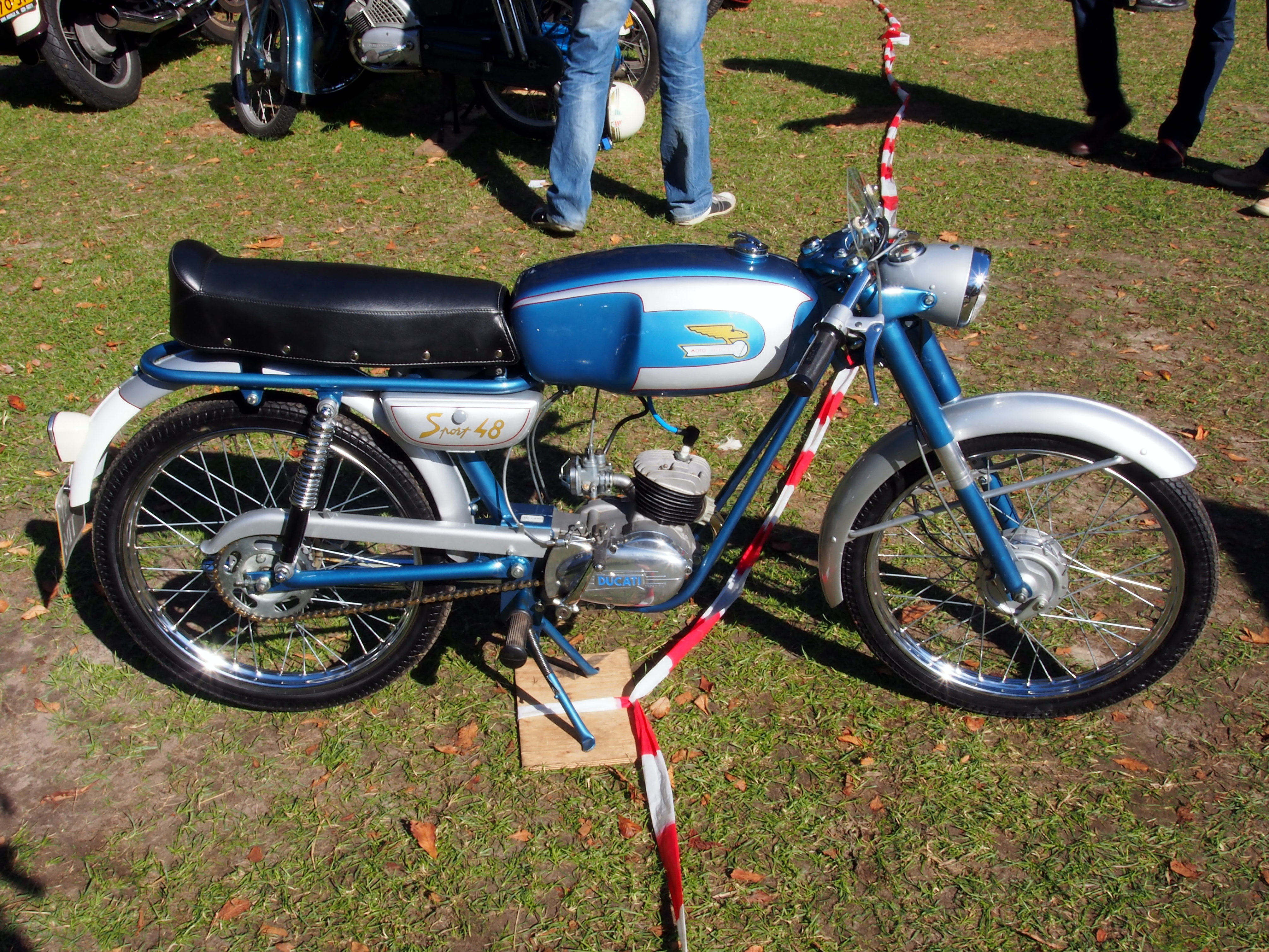
"48 Sport"
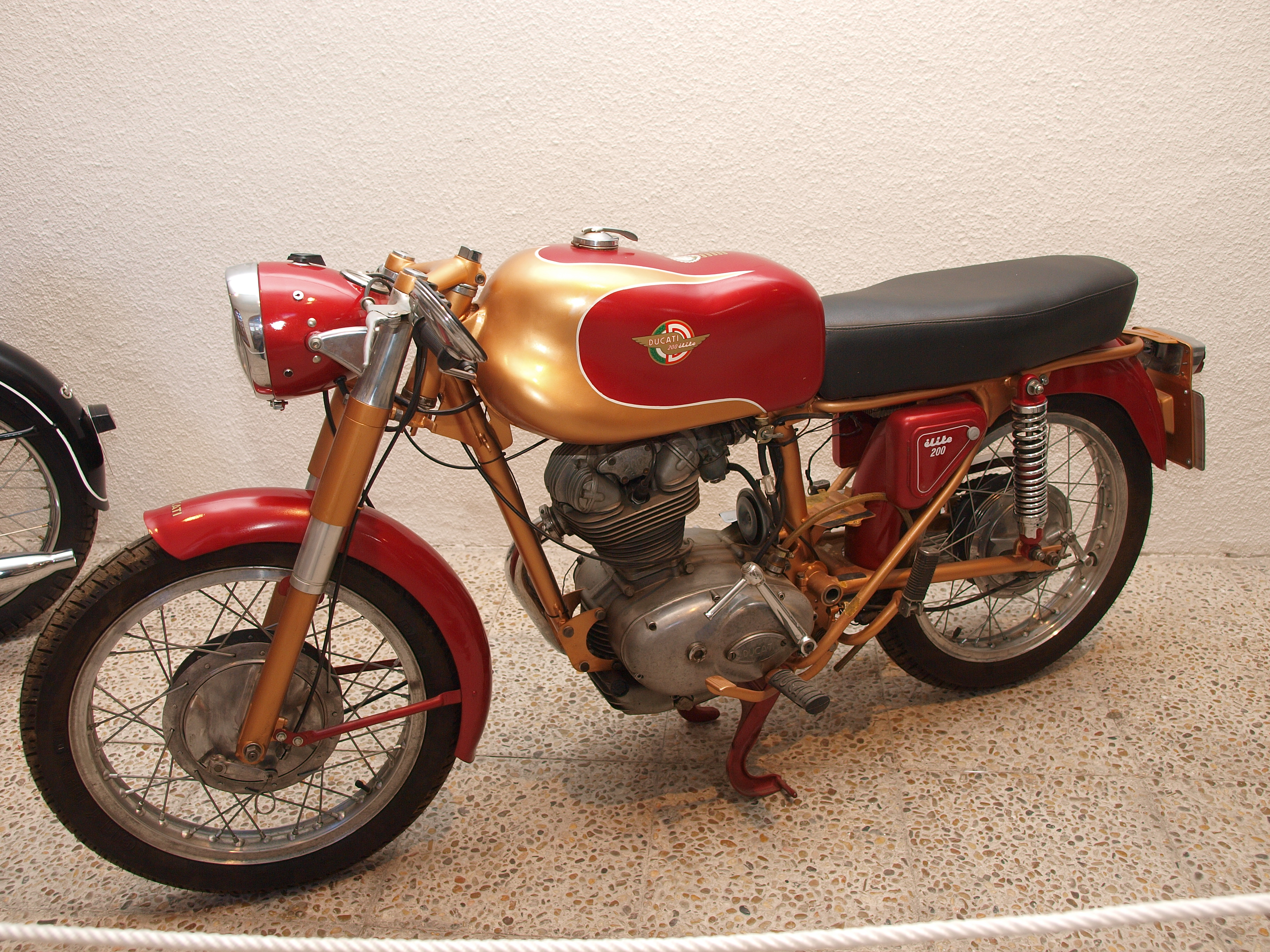
"Elite" 200
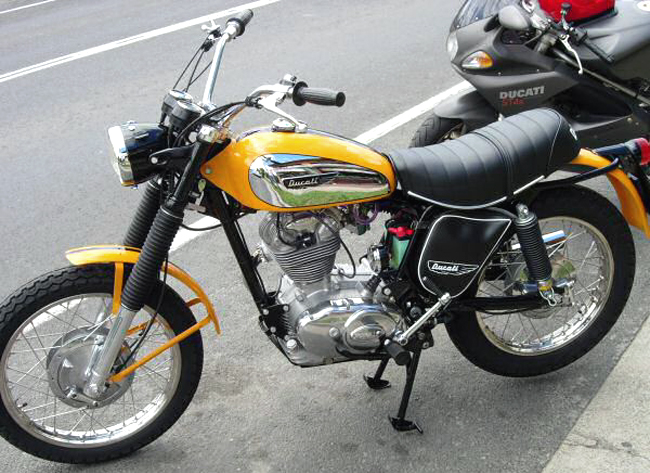
250 "Scrambler"
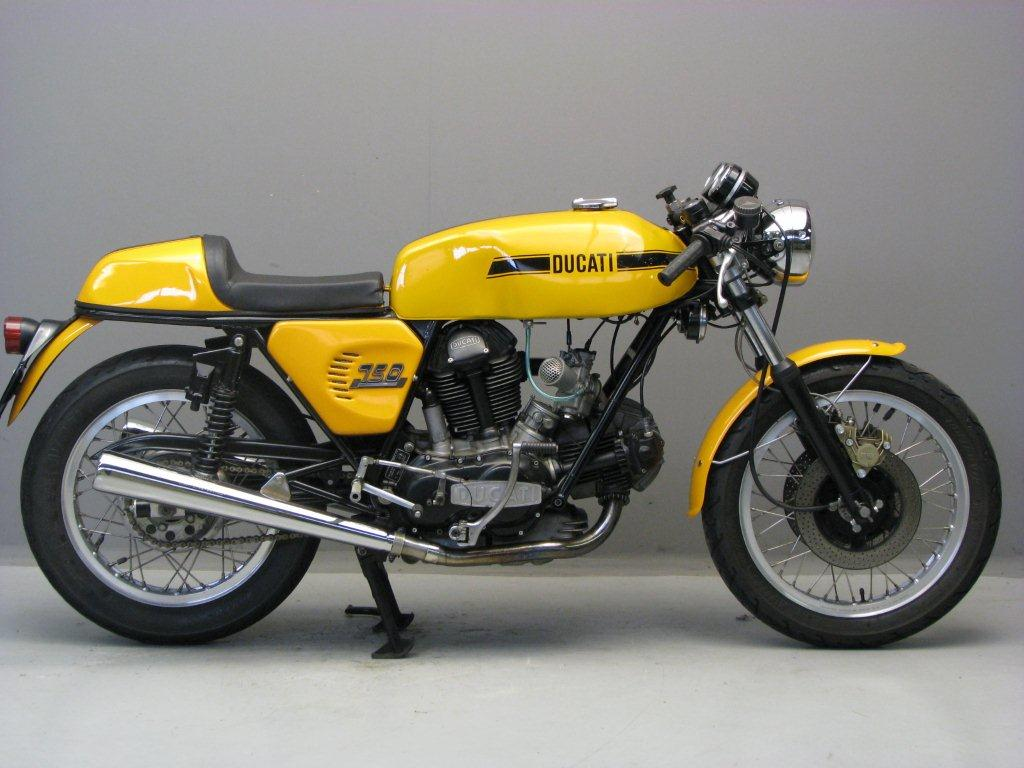
750 "Sport"
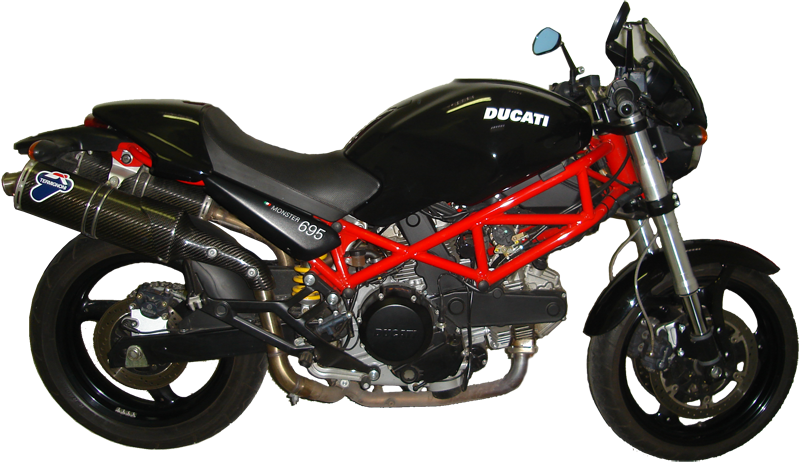
"Monster"695

### Campeonatos
Durante los años 70 Ducati se centró en el sector del motociclismo deportivo, consiguiendo grandes victorias y mucha fama mundial. Al finalizar la exitosa temporada, Ducati crea una versión comercial de la que utilizaron en el campeonato, la limited edition 900 SS Mike Hailwood Replica.
En 1983 la compañía es comprada por Claudio and Gianfranco Castiglioni, y pasa a formar parte del Cagiva Group, con el que bajo su dirección conseguirían importantes victorias en el sector del motociclismo deportivo creado

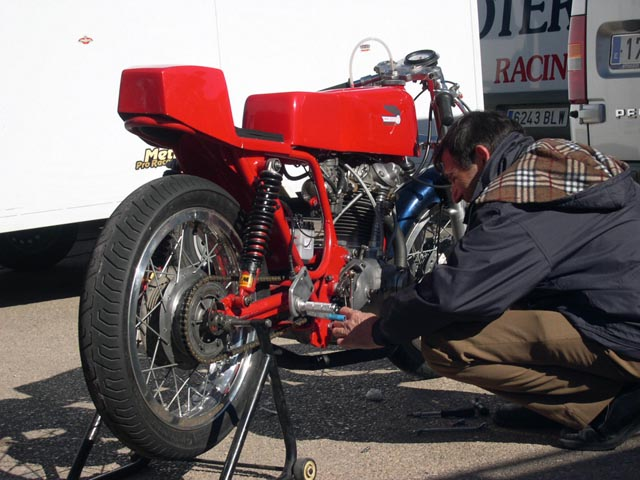
Ducati 350 competición años 1970.

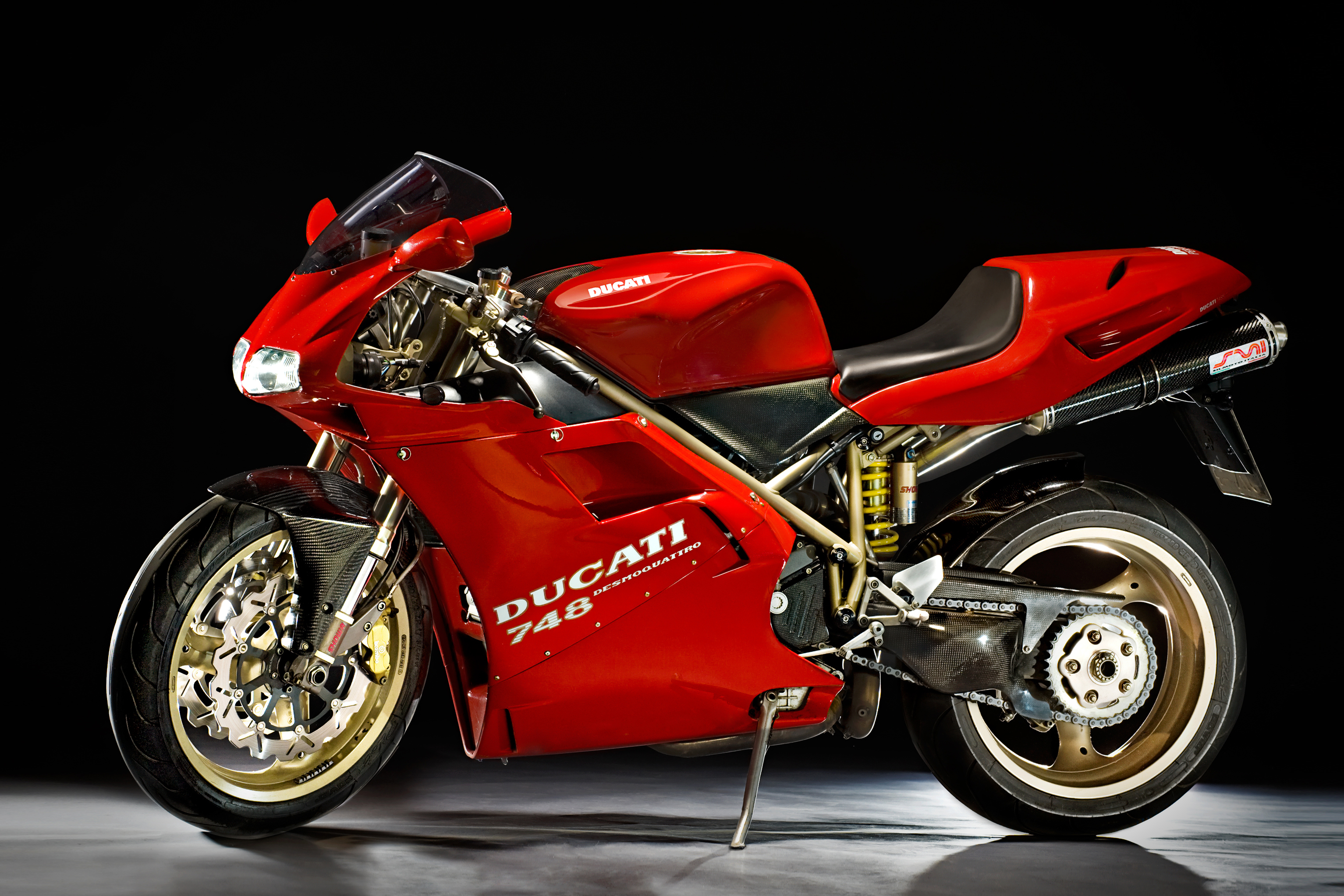
Ducati 748.

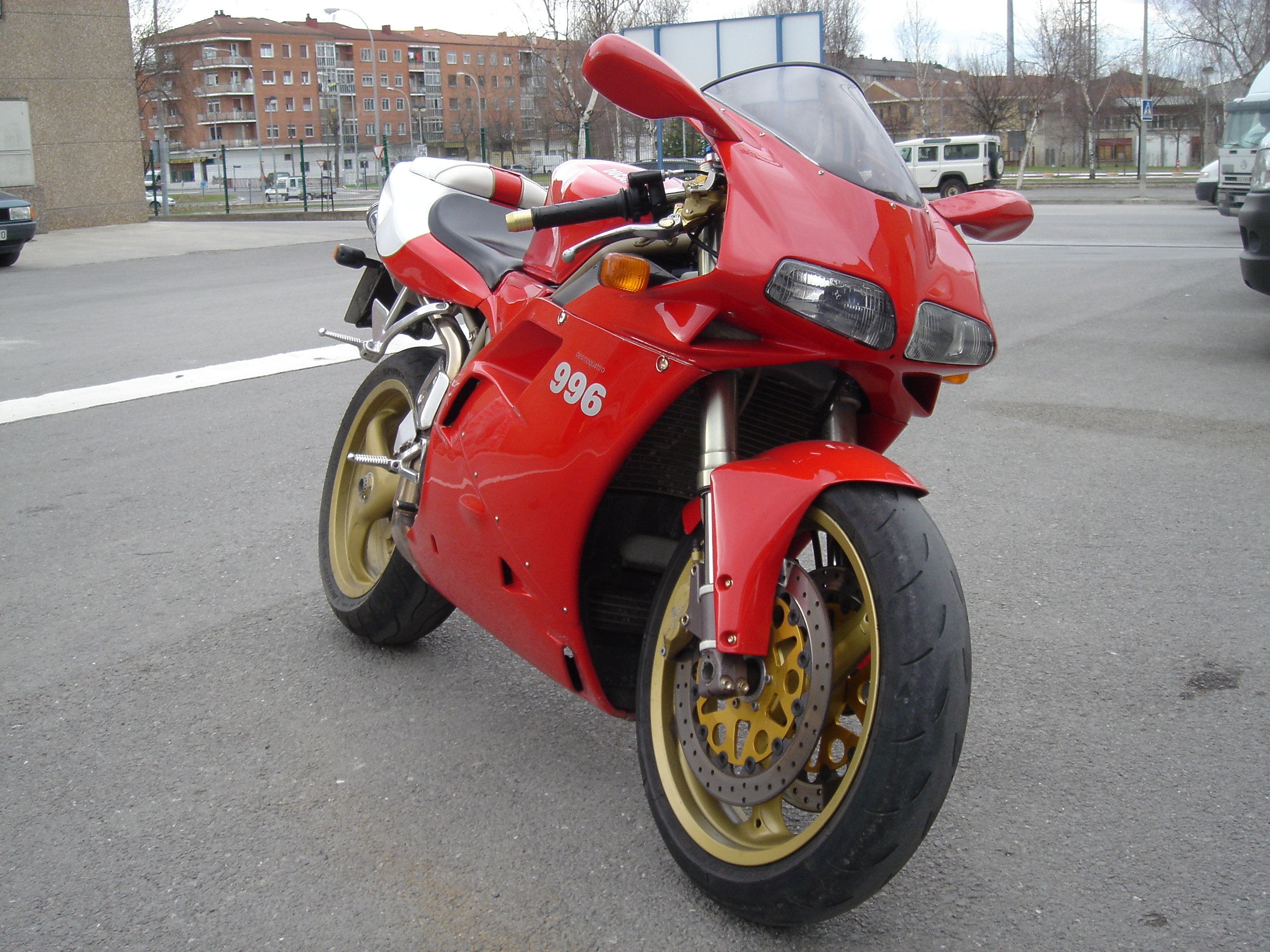
Ducati 996.

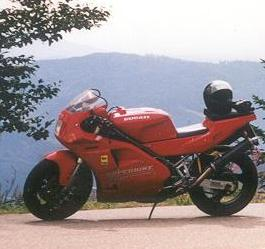
Ducati 888.

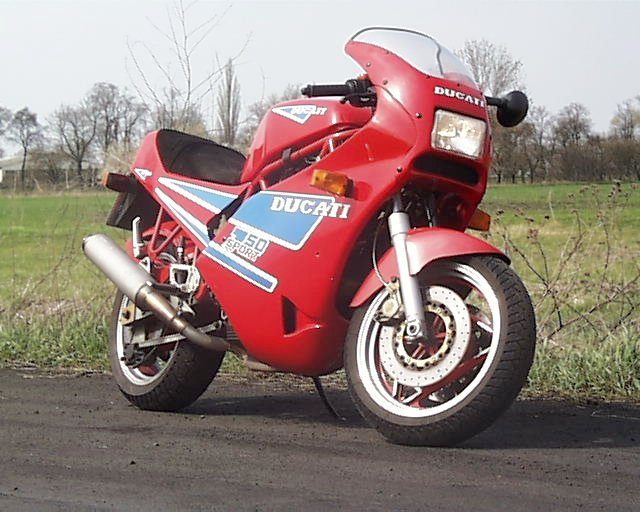
Ducati 750 Sport.

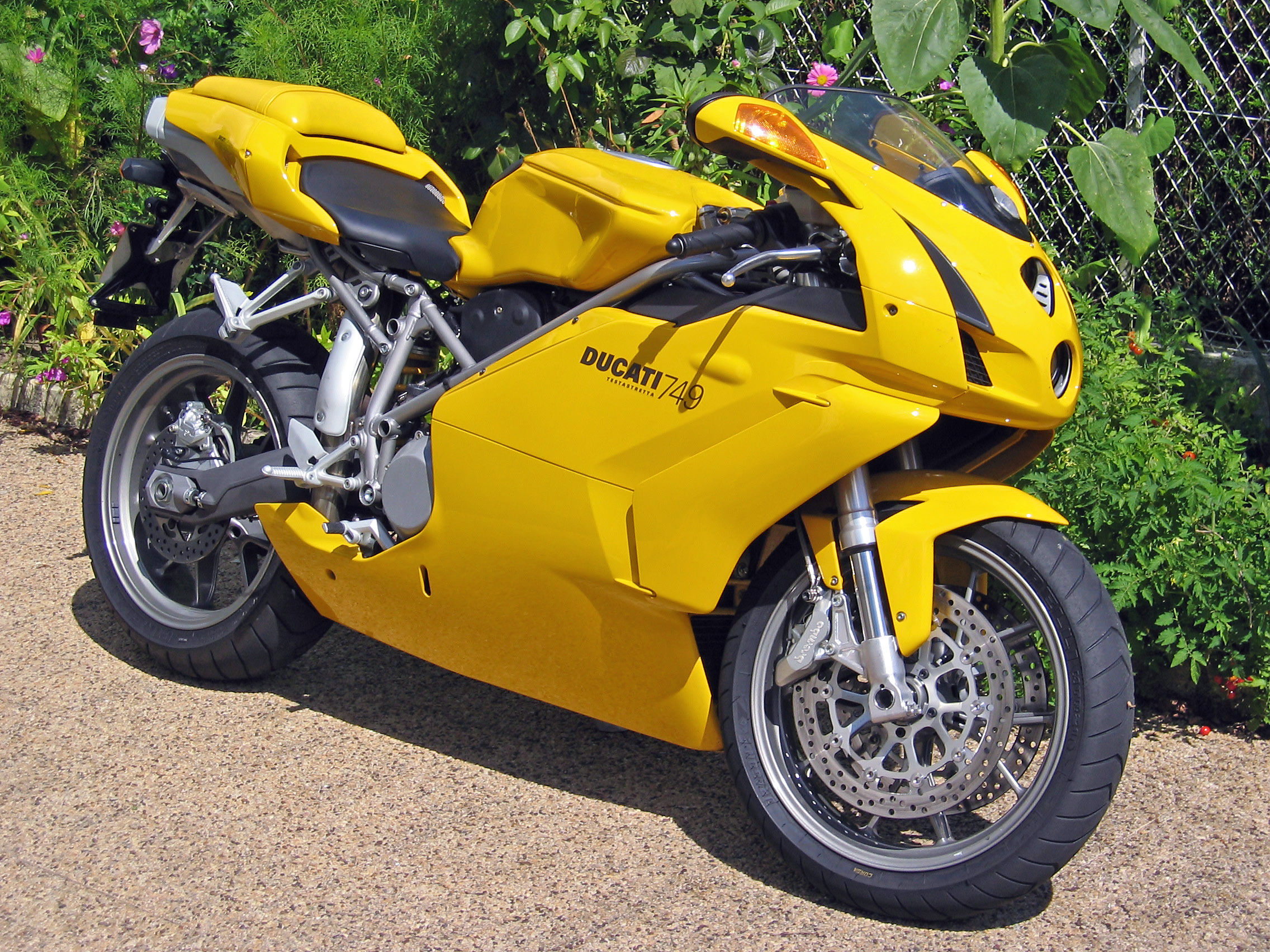
Ducati 749.

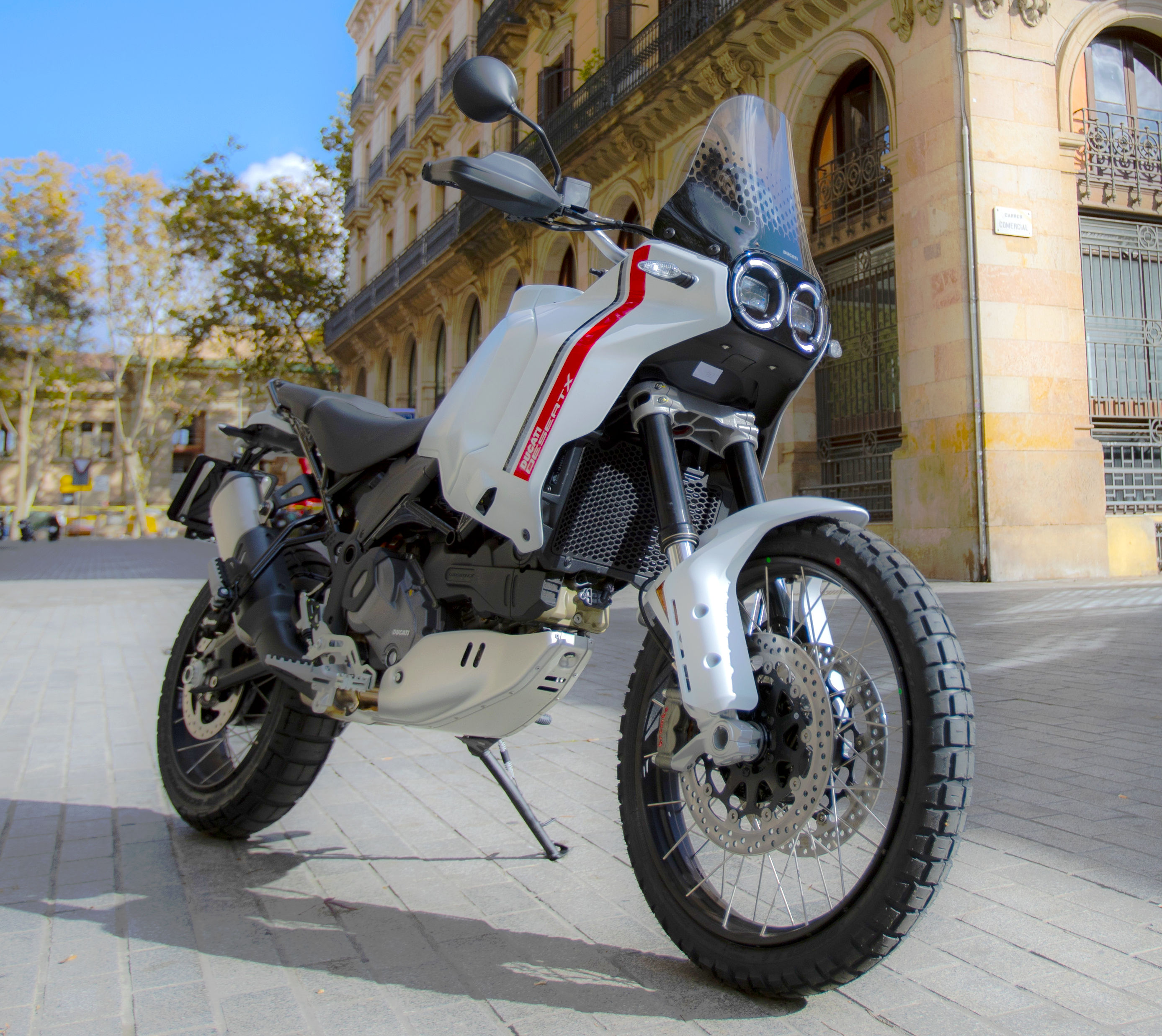
Ducati DesertX.

### Crisis financiera
En 1995, pese al éxito de sus nuevas producciones: la "Monster", una moderna versión de motocicleta Naked diseñada por el argentino Miguel Galluzzi y llamada así inspirada por los muñequitos “Monster in my pocket” con los que jugaba el hijo del diseñador. Se diseñó a partir de otras piezas de motos Ducati que ya existían (chasis, faro, horquilla) y la 916, una superdeportiva comercial de alto rendimiento y tecnología punta, obra maestra del célebre diseñador Massimo Tamburini y con elementos rompedores como salida de escapes bajo el colín, que tendría sucesivas versiones 996, 998 y una de motor más pequeño, la 748; Ducati cae en una profunda crisis financiera debido a la desafortunada inversión de capital en las compañías hermanas pertenecientes al Castiglioni Group, con lo que en 1996 Ducati fue comprada por Texas Pacific Group, pasando a manos de una nueva dirección administrativa, con la que se recupera económicamente. A su vez, Ducati empieza a explorar la gama de motocicletas Sport Touring con la serie ST.

#### Adquisición por parte del Grupo Volkswagen
Ducati parecía recuperarse finalmente de su crisis financiera, sobre todo debido al éxito de ventas de la Monster Dark, que fue la motocicleta más vendida en Italia durante 1998 y 1999, pero las deudas que año tras año iba acumulando alcanzaron los 280 millones de euros. Así Ducati fue adquirida en 2012 por el Grupo Volkswagen a través de su marca Audi por 860 millones de €, para así poder competir con su rival BMW en el campo de las motocicletas.

### SigloXXI
Con la llegada del 2000, Ducati sacó a la venta exclusivamente en Internet su nuevo modelo, la MH900e diseñada por Pierre Terblanche. En pocas semanas desde su lanzamiento, recibieron más de 2000 reservas del modelo. A partir de entonces, la compañía decidió acercarse más a los compradores, con numerosas campañas, ferias, concentraciones, aniversarios, etc. Un ejemplo fue el desarrollo del nuevo modelo "Multistrada", en el que dejaron que los consumidores aportaran ideas sobre el diseño de la nueva motocicleta.
En 2002 la sucesora de la 998 salió a la luz, la 999, de diseño rompedor y polémico para muchos de los clásicos usuarios de la marca. La confirmación de su éxito fue demostrada con el nombramiento de la mejor motocicleta del año por la British Motorcycle News magazine. Más adelante saldría la 749, hermana pequeña de la 999 y sustituta de la anterior 748.
Durante el transcurso de los años Ducati fue consiguiendo victorias en los campeonatos de Super Bikes. Pero en 2003 hicieron su primera carrera en el campeonato MotoGP, consiguiendo unos sorprendentes resultados superando todas las expectativas.
En 2006 fue comprada por Investindustrial (Italia).
Entre sus grandes creaciones recientes, está la Desmosedici RR, una edición limitada legal para carretera, de 1000cc, utilizada en el campeonato MotoGP.
Al año siguiente comienza la comercialización de la 1098, la sustituta de la 999, que vuelve a un diseño "más Ducati" y menos rompedor, con los elementos característicos anteriores, como salida doble de escape elevado, basculante monobrazo, frenos monobloque y 160cv para el bicilíndrico más potente jamás comercializado. Se busca reducir drásticamente el peso y aumentar el rendimiento. También lanza a mediados de 2007 un concepto totalmente rompedor y cuyo proyecto causó sensación en la Feria de la Motocicleta de Milán del año anterior ganando el premio a la motocicleta del Salón: la Hypermotard 1100, una supermotard (especie de moto de campo con ruedas y especificaciones para circular por carretera)tremendamente llamativa, con los mismos elementos característicos de cualquier Ducati y un carácter muy radical.
En 2007 finalmente Ducati asombra al mundo entero y gana el campeonato del mundo de MotoGP con la Desmosedici. Pilotada por el australiano Casey Stoner (número 27), en un tridente perfecto de moto-neumáticos-piloto, después de 33 años coloca a Ducati en lo más alto, obteniendo una aplastante victoria sobre el resto de marcas. Empiezan una serie de celebraciones y fiestas en la sede de Ducati en Borgo Panigale para celebrar el tan ansiado triunfo, con miles de aficionados venidos de todo el mundo disfrutando y apoyando a los miembros de Ducati y Ducati Corse.
A finales de 2007 en el Salón de la Motocicleta de Milán, se lanza la 848, sustituta de la anterior 749, y hermana pequeña de la 1098 con quien comparte la mayor parte de los elementos.
También Ducati se reserva una sorpresa, la Monster, lanzada en 1992 y después de 15 años de exitosa carrera ya tiene sustituta: la nueva Monster 696, con un diseño moderno y actualizado pero con guiños a su antecesora, que causa un auténtico revuelo.
En 2008 Ducati anuncia el lanzamiento y comercialización de la 1098R, necesaria para homologar la 1098 para correr el Campeonato Mundial de Superbikes. Es la primera bicilíndrica de calle en superar los 180cv y también la primera en montar de serie un auténtico control de tracción. Se estrena en la alta competición con 3 victorias de 4 mangas en las 2 primeras carreras del campeonato de Superbikes a manos de Troy Bayliss.

## Resultados en motociclismo deportivo
Es la marca con mayor número de victorias en el Campeonato Mundial de Superbikes.
Desde el comienzo del campeonato de SuperBikes, Ducati ha estado presente en ellos siendo la marca que más victorias y campeonatos ha logrado.
- 3 campeonatos de pilotos de MotoGP
  - 2007 Casey Stoner AUS Ducati Desmosedici GP7, Motor 800cc
  - 2022 Francesco Bagnaia ITA Ducati Desmosedici GP22, Motor 1000cc
  - 2023 Francesco Bagnaia ITA Ducati Desmosedici GP23, Motor 1000cc

- 4 campeonatos de constructores del mundial de motociclismo: 2007, 2020, 2021, 2022

- 16 campeonatos de pilotos del mundial de Superbikes
  - 2023 Álvaro Bautista ESP Ducati Panigale V4 R
  - 2022 Álvaro Bautista ESP Ducati Panigale V4 R
  - 2011 Carlos Checa ESP Ducati 1198R
  - 2008 Troy Bayliss AUS Ducati 1098, motor de 1199cc y 198cv/11.000 rpm.
  - 2006 Troy Bayliss AUS Ducati 999, motor de 999cc y 194cv/12.500 rpm.
  - 2004 James Toseland GBR Ducati 999, Motor de 999cc y 190cv/12.500 rpm.
  - 2003 Neil Hodgson GBR Ducati 999, Motor de 999cc y 189cv/12.500 rpm.
  - 2001 Troy Bayliss AUS Ducati 996, Motor de 998cc y 174cv/12.000 rpm.
  - 1999 Carl Fogarty GBR Ducati 996, Motor de 998cc y 168cv/11.500 rpm.
  - 1998 Carl Fogarty GBR Ducati 996, Motor de 996cc y 163cv/12.000 rpm.
  - 1996 Troy Corser AUS Ducati 916, Motor de 996cc y 157cv/11.800 rpm.
  - 1995 Carl Fogarty GBR Ducati 916, Motor de 955cc y 154cv/12.000 rpm.
  - 1994 Carl Fogarty GBR Ducati 916, Motor de 955cc y 150cv/11.000 rpm.
  - 1992 Doug Polen USA Ducati 888, Motor de 888cc y 135cv/12.000 rpm.
  - 1991 Doug Polen USA Ducati 888, Motor de 888cc y 133cv/11.500 rpm.
  - 1990 Raymond Roche FRA Ducati 851, Motor de 888cc y 130cv/11.000 rpm.

- 16 campeonato de constructores del mundial de Superbikes: 2009, 2008, 2006, 2004, 2003, 2002, 2001, 2000, 1999, 1998, 1996, 1995, 1994, 1993, 1992 y 1991

- 1 campeonato de pilotos de SuperSport
  - 1997 Paolo Casoli ITA Ducati 748, 108cv/11.500 rpm

- 1 campeonato de constructores de SuperSport: 1997